# Kiwiglocke

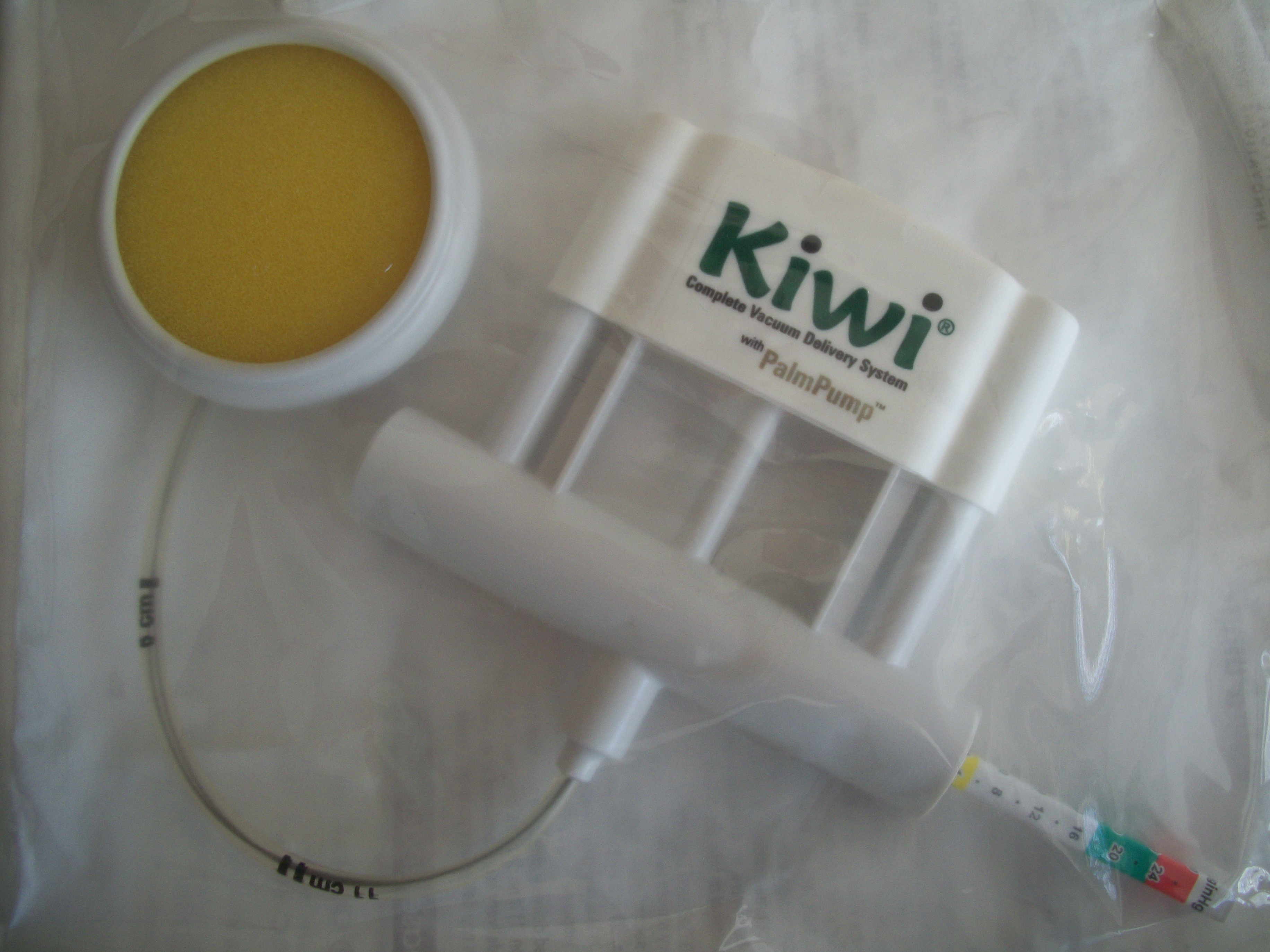
Kiwiglocke

Die Kiwiglocke ist eine Einmalglocke zur Vakuumextraktion. Im Gegensatz zu herkömmlichen Saugglocken benötigt sie keinen Elektromotor, sondern hat einen Handgriff zum manuellen Erzeugen eines Unterdrucks.
Es gibt zwei verschieden geformte Glockenarten, die in Abhängigkeit von der Einstellung des kindlichen Kopfes eingesetzt werden. Sie wurde von dem Geburtshelfer Dr. Aldo Vacca, Director of Obstetric Service in Cabooture, Queensland, entwickelt.
Als Vorteile der Glocke werden die leichte Anwendung und Platzierung angegeben, die Glocke kann auch ohne elektrischen Strom betrieben werden, da sie keine zusätzliche Vakuumpumpe benötigt. Der Druckaufbau erfolgt langsamer, ist für das Kind also schonender. Sie eignet sich auch bei schwer zu entwickelnden Köpfen während eines Kaiserschnitts. Der Nachteil ist, dass die Kiwiglocke ein relativ teures Einmalgerät ist.

## Quelle
- Hildebrandt, S. „Nie ohne Wehe an der Geburtszange ziehen“, Deutsche Hebammenzeitschrift, 5, 2009